# Marcin Robak
Marcin Andrzej Robak (* 29. November 1982 in Legnica) ist ein polnischer ehemaliger Fußballspieler.

## Vereinskarriere
Marcin Robak erlernte das Fußballspielen bei Konfeks Legnica. 2002 wechselte er zu Stadtrivalen Miedź Legnica, die damals in der Drittklassigkeit spielten. Hier spielte er bis 2006 und wechselte anschließend zu Korona Kielce in die Ekstraklasa. In drei Saisons brachte er es auf 66 Spiele und 19 Treffer in der höchsten Liga Polens. Ab 2008 spielte er für Widzew Łódź, die bedingt durch einen Zwangsabstieg in der zweithöchsten polnischen Fußballliga, der 1. Liga, spielten. Hier gehörte er seitdem zu den besten Stürmern der Liga. In drei Spielzeiten bei Widzew erzielte er in 73 Spielen 45 Tore. Davon sieben in zehn Spielen in der Ekstraklasa.
Zur Rückrunde der Saison 2010/11 wechselte Marcin Robak in die Türkei zu Konyaspor. Nachdem sein Verein zum Saisonende den Klassenerhalt nicht geschafft hatte, gab sich Robak einverstanden auch in der kommenden Saison in der zweitklassigen TFF 1. Lig für seinen Verein aufzulaufen. Anfang Juli 2012 verließ er nach dem verpassten Wiederaufstieg den Verein. Ende August 2012 unterschrieb er einen Zweijahresvertrag bis Ende Juni 2014 mit Option auf ein weiteres Jahr beim Erstligisten Mersin İdman Yurdu. Dort wurde er jedoch in der Hinrunde 2012/13 nur in zwei Pokalspielen eingesetzt. Ende Januar 2013 löste er daher seinen Vertrag auf.

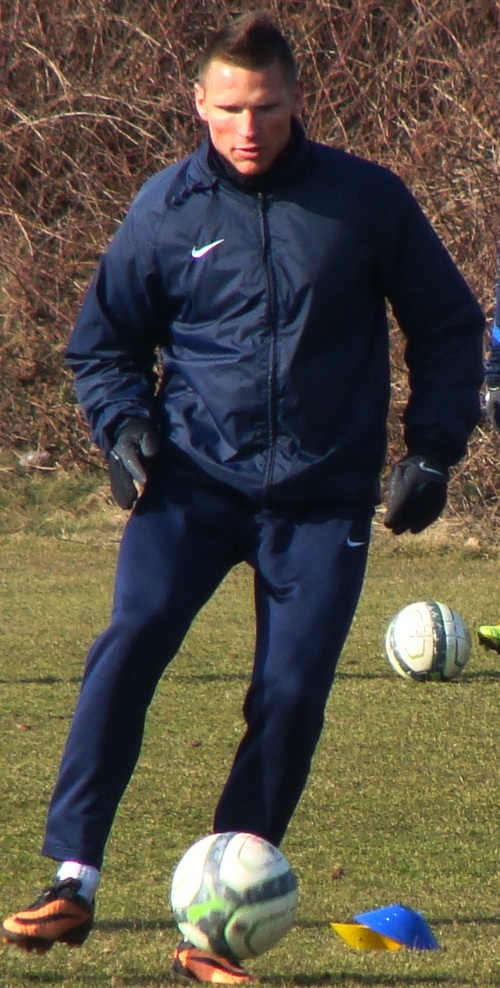
Marcin Robak

Anfang März 2013 unterschrieb Robak einen Vertrag beim polnischen Erstligisten Piast Gliwice bis Ende Juni 2015. Für Piast lief er insgesamt in 14 Spielen der Ekstraklasa auf und erzielte fünf Tore. Am 13. August 2013 unterschrieb er einen 3-Jahres-Vertrag beim Ligakonkurrenten Pogoń Szczecin. Die Ablösesumme betrug 150.000 Euro. Am 21. Februar 2014 erzielte er alle Tore beim 5:1-Heimsieg über Lech Posen. Am Ende der Saison belegte er mit Pogoń Szczecin den 7. Tabellenplatz und wurde mit insgesamt 22 Toren Torschützenkönig der polnischen Ekstraklasa. Daraufhin verpflichtet ihn der chinesische Erstligist Guizhou Renhe. Allerdings verzichteten die Chinese kurz vor Beginn der Saison auf seine Dienste. Marcin Robak kehrte nach Polen zurück und unterschrieb bei Pogoń Szczecin. Hier knöpfte er nahtlos an die Form der Vorsaison an und schoss 11 Tore in 17 Spielen. Zur Saison 2015/16 wurde er vom polnischen Meister Lech Posen verpflichtet. In der Saison 2016/17 wurde er mit 18 Toren gemeinsam mit Marco Paixão Torschützenkönig und wechselte daraufhin weiter zum Ligarivalen Śląsk Wrocław. Auch hier schoss er bis zum Sommer 2019 in 68 Ligaspielen schon 37 Tore.
Anschließend wechselte er zum Drittligisten Widzew Łódź und traf in 33 Spielen insgesamt 21 Mal für seine Mannschaft, die am Ende der Saison den Aufstieg in die Zweitklassigkeit feiern konnten. 2021 beendete er seine Karriere.

## Nationalmannschaft
In der polnischen A-Nationalmannschaft debütierte Marcin Robak am 17. Januar 2010 bei einem Freundschaftsspiel gegen Dänemark (1:3). Drei Tage später erzielte er dann gegen Thailand (3:1) sein einziges Tor für Polen. Bis 2014 absolvierte der Stürmer insgesamt neun Länderspiele.

## Erfolge
- Polnischer Superpokalsieger: 2015, 2016
- Torschützenkönig der Ekstraklasa: 2014 (21 Tore), 2017 (18 Tore)
- Torschützenkönig der zweiten polnischen Liga: 2010 (18 Tore)
- „Zweitligafußballer des Jahres 2008“ in Polen